# Area metropolitana di Venezia
L'area metropolitana di Venezia si identifica in una conurbazione dovuta alla continuità urbana ed all'interazione sociale ed economica di alcuni comuni della Provincia di Venezia ed il capoluogo stesso, delimitata secondo la legge regionale 12 agosto 1993, n. 36. Tuttavia nessun ente pubblico-istituzionale ha rappresentato l'area metropolitana così definita; questa stessa area metropolitana è in dibattito di concretizzarsi nell'istituzione di una città metropolitana, il cui territorio amministrativo coinciderebbe con quello della Provincia di Venezia.
In totale l'area metropolitana di Venezia si estende su una superficie di 582,05 km² e conta una popolazione di 359.952 abitanti, di cui circa il 76% detenuto dal comune di Venezia. L'area ha una densità di popolazione pari a 618 ab/km².

## Composizione
La Legge Regionale 49/1974 delimitava l'ambito territoriale del comprensorio di Venezia con il territorio dei Comuni di Venezia (con Cavallino-Treporti), Chioggia, Codevigo, Campagna Lupia, Mira, Quarto d'Altino, Jesolo, Musile di Piave, Camponogara, Dolo, Mirano, Spinea, Salzano, Martellago, Marcon e Mogliano Veneto.
In base alla Legge regionale del Veneto 12 agosto 1993, n. 36 (BUR n. 68/1993), l'area metropolitana di Venezia comprendeva l'omonima città e 4 comuni, come mostra la tabella seguente.
| Provincia            | Comune          | Superficie (in km²) | Popolazione |
| -------------------- | --------------- | ------------------- | ----------- |
| Veneto               |                 |                     |             |
| Provincia di Venezia | Venezia         | 414,4               | 270.492     |
| Provincia di Venezia | Marcon          | 25,58               | 15.566      |
| Provincia di Venezia | Mira            | 98,91               | 38.936      |
| Provincia di Venezia | Quarto d'Altino | 28,16               | 8.087       |
| Provincia di Venezia | Spinea          | 15,02               | 26.871      |
| TOTALE               | TOTALE          | 582,05              | 359.952     |

## Dibattito sull'istituzionalizzazione
I comuni di Vigonovo, Scorzè, Fossalta di Piave, Meolo e Cinto Caomaggiore si sono espressi per il no all'adesione alla città metropolitana: Vigonovo ha scelto la Provincia di Padova, mentre Scorzè ha optato per la Provincia di Treviso. Altri comuni della Provincia si sono espressi negativamente rispetto al nuovo ente. Tuttavia non avendo indicato la provincia di destinazione, oppure avendone indicata una fuori Regione (opzione non consentita dalla legge) sono entrati a far parte della Città Metropolitana a partire dal 1º gennaio 2014.
Il comune di Padova aveva già espresso in precedenza, tramite l'allora sindaco Flavio Zanonato, il desiderio di far parte integrante della città metropolitana di Venezia, scelta che era parsa improponibile perché avrebbe coinvolto anche la intera vasta provincia relativa e si era optato invece da parte del governo nazionale guidato da Mario Monti per l'accorpamento della provincia di Treviso con quella di Padova, norma poi naufragata nelle aule parlamentari a seguito della crisi di governo a fine 2012. Tuttavia il 15 giugno 2013, a seguito dell'elezione del nuovo sindaco di Treviso Giovanni Manildo l'8 giugno 2013, di orientamento politico avverso al precedente sindaco di Treviso Giancarlo Gentilini, ma in piena consonanza politica con i sindaci di Padova e Venezia, anche il sindaco di Treviso ha proposto che sia Padova che Treviso entrino a far parte della città metropolitana di Venezia, proposito comune che i tre sindaci hanno pubblicamente proclamato in un incontro comune avvenuto a Treviso.